# Тъжа (река)
Тъжа е река в Южна България, област Стара Загора, Павел баня, ляв приток на Тунджа. Дължината ѝ е 26 km.
Река Тъжа извира на 1726 m н.в. в Калоферска планина на Стара планина, на 1,4 km южно от връх Марагидик (1889 m). Първите 4 km тече на изток, а след това завива на юг в дълбока, на места каньоновидна долина, силно залесена и с голям надлъжен наклон. Северозападно от село Тъжа (при ВЕЦ „Тъжа“) излиза от планината, образува голям наносен конус, завива на югоизток и навлиза в Казанлъшкото поле. Влива се отляво в река Тунджа на 440 m н.в., на 2,3 km югоизточно от село Търничени.
Площта на водосборния басейн на река Тъжа възлиза на 116 km2, което представлява 1,38% от водосборния басейн на река Тунджа. Има два основни десни притока – Дълбока река (най-голям) и Армучаланка и множество малки.
Реката е с основно снежно-дъждовно подхранване с максимум април-май. Среден годишен отток при село Тъжа 2,2 m3/s.
По течението на реката в Община Павел баня са разположени две села: Тъжа и Търничени.
Долината на реката е известна със своята девствена природа и е притегателен център за туризъм и семеен отдих. По самата река и по някои от нейните притоци има красиви водопади, най-голям от които е Кадемлийски водопад, разположен на малкия ѝ ляв приток Кадемлийска река. Преди излизането си от планината реката образува и забележителното Тъжанско ждрело.

## Топографска карта
- Лист от карта K-35-38. Мащаб: 1 : 100 000.
- Лист от карта K-35-39. Мащаб: 1 : 100 000.
- Лист от карта K-35-51. Мащаб: 1 : 100 000.